# Karlstrup Mølle
Karlstrup Mølle er en stubmølle der var beliggende øst for landsbyen Karlstrup i Solrød Kommune. Den blev opført omkring år 1662, og ombygget i 1793.
Møllen blev i 1918 flyttet til Frilandsmuseet i Sorgenfri, hvor den i dag er åben for museets gæster. 